# 9/11 (2002年電影)
《9/11》，於2002年3月10日上映的美國紀錄片，內容講述九一一恐怖襲擊事件中紐約市的世界貿易中心遭到兩架被恐怖份子劫持的班機撞上之後，紐約市消防局進行救援的故事。這部電影由法裔美國人諾代兄弟及前消防員詹姆斯·漢隆導演。
值得一提的是，這部紀錄片因為拍攝對象使用較多的髒話，在正常情況下須受到美國聯邦通信委員會（FCC）審查，但實際上FCC並沒有對該片採取任何規制，因為FCC認為採取規制會造成不良後果，且會被解釋成在「淨化歷史」。根據2006年美國聯邦上訴法院的裁決，允許FCC「暫時停止」執行規制，這表示哥倫比亞廣播公司和其附屬機構不需要對該片進行任何編輯就能播放，也無須面臨罰款問題。

## 外部連結
- 互联网电影数据库（IMDb）上《9/11》的资料（英文）